# Calao de Hemprich
Lophoceros hemprichii
Espèce
Statut de conservation UICN

 LC  : Préoccupation mineure
Le Calao de Hemprich (Lophoceros hemprichii (Ehrenberg, 1833), anciennement Tockus hemprichii) est une espèce d'oiseaux de la famille des Bucerotidae.
Son nom commémore Wilhelm Hemprich (1796-1825).

## Répartition
Cet oiseau vit en Afrique de l'Est : Djibouti, Érythrée, Éthiopie, Kenya, Somalie, Soudan et Ouganda.

## Taxinomie
À la suite des travaux phylogéniques de Gonzalez et al. (2013), le Congrès ornithologique international (dans sa version 4.4, 2014) déplace cette espèce depuis le genre Tockus.
D'après le Congrès ornithologique international, c'est une espèce monotypique (non divisée en sous-espèces).